# Лоуб, Ави
Абрахам «Ави» Лоуб (ивр. אברהם (אבי) לייב; род. 26 февраля 1962, Бейт-Ханан, Израиль) — израильский и американский физик-теоретик, работающий в области астрофизики и космологии. Лоуб является профессором естественных наук в Гарвардском университете, где с 2007 года он возглавляет Институт теории и вычислений при Центре астрофизики. С 2011 по 2020 год возглавлял кафедру астрономии и основал Инициативу по изучению чёрных дыр (англ. Black Hole Initiative) в 2016 году.
В 2018 году он выдвинул гипотезу, что в Солнечной системе могут находиться инопланетные космические корабли, приведя в пример межзвёздный объект ‘Оумуамуа.
Лоуб опубликовал научно-популярные книги, включая «Инопланетяне: первый признак разумной жизни за пределами Земли» (англ. Extraterrestrial: The First Sign of Intelligent Life Beyond Earth) в 2021 и «Интерстеллар: поиски внеземной жизни и нашего будущего среди звёзд» (англ. Interstellar: The Search for Extraterrestrial Life and Our Future in the Stars) в 2023.
В 2023 году он заявил, что обнаружил материал межзвёздного метеорита, который, по его мнению, может являться свидетельством существования космического корабля внеземного происхождения. Некоторые эксперты раскритиковали такие выводы как поспешные. Другие эксперты показали, что Лоуб принял обычное движение грузовиков по трассе за движение метеорита, из-за чего и допустил ошибку.

## Биография
Лоуб родился в мошаве Бейт-Ханан, Израиль, 26 февраля 1962 года. В 18 лет он принял участие в национальной программе «Тальпиот» (ивр. תוכנית תלפיות‎) Армии обороны Израиля. В ходе обучения по программе получил степень бакалавра наук по физике и математике в 1983 году, степень магистра наук по физике в 1985 году и степень доктора философии по физике в 1986 году в Еврейском университете в Иерусалиме. С 1983 по 1988 год он руководил первым международным проектом, поддержанным Стратегической оборонной инициативой США. С 1988 по 1993 год Лоуб был долгосрочным членом Института перспективных исследований в Принстоне, где он начал работать в области теоретической астрофизики.
В 1993 году он перешёл в Гарвардский университет на должность доцента кафедры астрономии и через три года получил постоянную должность.
Лоуб написал восемь книг, например учебники «Как образовались первые звёзды и галактики?» и «Первые галактики во Вселенной».